# Laar
Laar è un comune di 2.240 abitanti della Bassa Sassonia, in Germania.
Appartiene al circondario della Contea di Bentheim (targa NOH) ed è parte della comunità amministrativa (Samtgemeinde) di Emlichheim.
Il suo territorio è bagnato dal fiume Vechte.